# Rosa roopiae
Rosa roopiae — вид рослин з родини трояндових (Rosaceae).

## Поширення
Ендемік Південного Кавказу.